# David Leslie Miller
David Leslie Miller (* 8. März 1946) ist ein britischer politischer Philosoph und Sozialwissenschaftler, der einflussreiche Beiträge zur Nationalismusforschung erarbeitet hat. Miller wird oft mit dem gleichnamigen Philosophen David William Miller (1942–2024) verwechselt.

## Leben
Miller erhielt seine akademische Ausbildung an den Hochschulen in Cambridge und Oxford. Anschließend war er an der University of Lancaster und der University of East Anglia tätig. Als Gastwissenschaftler besuchte er außerdem die Australian National University, die Universität Bern, die University of Cambridge, die Hebrew University, die University of Ibadan, die University of Melbourne sowie die Queen’s University und die Uppsala University.
Gegenwärtig ist er Professor am Nuffield College in Oxford. 2002 wurde er zum Mitglied der British Academy gewählt.

## Werk
In Principles of Social Justice (1999) verteidigt Miller einen pluralistischen Zugang zum Konzept der sozialen Gerechtigkeit im Rahmen abwägend-empirischen Urteilens gegen die vereinheitlichenden liberalen beziehungsweise liberitären Ansätze von John Rawls und Robert Nozick.
Zudem vertritt er eine Subform von „Nationalismus“, die er in On Nationality und Citizenship and National Identity entwickelt. Unter „Nationalismus“ wird dabei nicht eine Haltung verstanden, die der eigenen Nation eine Überlegenheit gegenüber anderen Nationen zuspricht, sondern ein Ansatz der politischen Philosophie, in dem das Konzept der Nation eine wesentliche normative Rolle spielt. Miller geht davon aus, dass eine moderate Konzeption von Nation im Rahmen des modernen Nationalstaates existentiell zur Aufrechterhaltung der Sozialstaatsidee ist. Dies wird durch die Annahme begründet, dass gegenüber Angehörigen des jeweils eigenen Nationalstaats stärkere ethische Verpflichtungen bestehen als gegenüber Angehörigen anderer Nationen. Miller vertritt damit eine nationalstaatlich-kosmopolitische Abstufung von ethischen Pflichten, die er in einer Re-Evaluation des historischen Materials zu Nationalismen weiterzuführen sucht.
Sein Buch Strangers in our midst (2016) müsse man „als strikte Gegenposition zum moralischen Kosmopolitismus von Joseph H. Carens verstehen“, schrieb Rainer Hank.

## Kritik
Millers Werk ist weithin rezipiert worden. So erschien 2003 ein umfassender Sammelband mit 17 Beiträgen, die sich mit seinem Denken befassen, sowie einer Replik von David Miller. 2011 folgte eine Sonderausgabe der Fachzeitschrift Critical Review of International Social and Political Philosophy zum Thema „Nationalism and Global Justice – David Miller and His Critics“, ebenfalls mit einer abschließenden Replik von Miller.

## Publikationen (Auswahl)

### Monographien
- David Miller: Strangers in Our Midst. The Political Philosophy of Immigration. Harvard University Press, Cambridge 2016, ISBN 978-0-674-08890-0 (englisch, 212 S.).
  - David Miller: Fremde in unserer Mitte. Politische Philosophie der Einwanderung. Frankfurt am Main, Suhrkamp 2017, ISBN 978-3-518-58711-9 (330 S.).
- David Miller: Justice for Earthlings. Essays in Political Philosophy. Cambridge University Press, Cambridge 2013, ISBN 978-1-107-61375-1 (englisch, 262 S.).
- David Miller: National Responsibility and Global Justice. Oxford University Press, Oxford 2007, ISBN 978-0-19-965071-2 (englisch, 306 S.).
- David Miller: Political Philosophy. A Very Short Introduction. Oxford University Press, Oxford 2003, ISBN 978-0-19-280395-5 (englisch, 156 S.).
- David Miller: Citizenship and National Identity. Polity Press, Cambridge 2000, ISBN 978-0-7456-2394-8 (englisch, 226 S.).
- David Miller: Principles of Social Justice. Harvard University Press, Cambridge 1999, ISBN 978-0-674-00714-7 (englisch, 352 S.).
  - David Miller: Grundsätze sozialer Gerechtigkeit. Campus, Frankfurt am Main 2008, ISBN 978-3-593-38152-7 (382 S.).
- David Miller: On Nationality. Clarendon Press, Oxford 1995, ISBN 978-0-19-829356-9 (englisch, 222 S.).
- David Miller: Market, State, and Community. Theoretical Foundations of Market Socialism. Clarendon Press, Oxford 1989, ISBN 978-0-19-827864-1 (englisch, 382 S.).
- David Miller: Anarchism. J.M. Dent & Sons, London 1984, ISBN 978-0-460-10093-9 (englisch, 240 S.).
- David Miller: Philosophy and Ideology in Hume’s Political Thought. Clarendon Press, Oxford 1981, ISBN 978-0-19-824658-9 (englisch, 218 S.).
- David Miller: Social Justice. Clarendon Press, Oxford 1976, ISBN 978-0-19-824621-3 (englisch, 367 S.).

### Herausgaben
- Michael Walzer: Thinking Politically. Hrsg.: David Miller. Yale University Press, New Haven 2007, ISBN 978-0-300-14322-5 (englisch, 356 S.).
- David Miller (Hrsg.): The Liberty Reader. Edinburgh University Press, Edinburgh 2006, ISBN 978-0-7486-2485-0 (englisch, 240 S.).
- David Miller und Sohail Hashmi (Hrsg.): Boundaries and Justice. Diverse Ethical Perspectives. Princeton University Press, Princeton 2001, ISBN 978-0-691-08800-6 (englisch, 380 S.).
- David Miller und Michael Walzer (Hrsg.): Pluralism, Justice and Equality. Clarendon Press, Oxford 1995, ISBN 978-0-19-827937-2 (englisch, 320 S.).
- David Miller (Hrsg.): Liberty. Clarendon Press, Oxford 1991, ISBN 978-0-19-878041-0 (englisch, 223 S.).
- David Miller, Janet Coleman, William Connolly und Alan Ryan (Hrsg.): The Blackwell Encyclopaedia of Political Thought. Blackwell, Oxford 1986, ISBN 978-0-631-17944-3 (englisch, 588 S.).
- David Miller und Larry Siedentop (Hrsg.): The Nature of Political Theory. Oxford, Clarendon Press 1983, ISBN 978-0-19-827473-5 (englisch, 270 S.).

### Beiträge in Sammelbänden
- David Miller: Needs-Based Justice. Theory and Evidence. In: Alexander Max Bauer und Malte Ingo Meyerhuber (Hrsg.): Empirical Research and Normative Theory. Transdisciplinary Perspectives on Two Methodical Traditions Between Separation and Interdependence. Walter de Gruyter, Berlin und Boston 2020, ISBN 978-3-11-061209-7, S. 273–294 (englisch).
- David Miller: Personhood Versus Human Needs as Grounds for Human Rights. In: Roger Crisp (Hrsg.): Griffin on Human Rights. Oxford University Press, Oxford 2014, ISBN 978-0-19-966873-1, S. 152–169, doi:10.1093/acprof:oso/9780199668731.003.0007 (englisch).
- David Miller: Social Justice and the Principle of Need. In: Michael Freeman und David Robertson (Hrsg.): The Frontiers of Political Theory. Essays in a Revitalized Discipline. Harvester, Brighton 1980, ISBN 978-0-312-30920-6, S. 173–197 (englisch).

### Artikel in Fachzeitschriften
- David Miller: In What Sense must Political Philosophy be Political? In: Social Philosophy and Policy. Band 33, Nr. 1–2, 2016, ISSN 0265-0525, S. 155–174, doi:10.1017/S0265052516000339 (englisch, cambridge.org).
- David Miller: Migration, Flucht und der liberale Staat. In: Deutsche Zeitschrift für Philosophie. Band 65, Nr. 4, 2017, ISSN 0012-1045, S. 692–708, doi:10.1515/dzph-2017-0048 (degruyter.com).
- David Miller: Crooked Timber or Bent Twig? Isaiah Berlin's Nationalism. In: Political Studies. Band 53, Nr. 1, 2005, ISSN 1467-9248, S. 100–123, doi:10.1111/j.1467-9248.2005.00519.x (englisch, wiley.com).